# サッカープロヴァンス代表
サッカープロヴァンス代表（サッカープロヴァンスだいひょう）は、プロヴァンスサッカー連盟により編成されるフランス・プロヴァンス地方のサッカーのナショナルチームである。

## 歴史
代表チームの初の国際試合は1921年まで遡るが、2008年の第2回VIVAワールドカップに参加するまで87年間、試合を行っていなかった。同年12月のモナコ戦で初勝利を飾った。

## VIVAワールドカップの成績
| 開催年 | 結果   | 試合 | 勝利 | 引分 | 敗戦 | 得点 | 失点 |
| ------ | ------ | ---- | ---- | ---- | ---- | ---- | ---- |
| 2006   | 不参加 | -    | -    | -    | -    | -    | -    |
| 2008   | 5位    | 4    | 0    | 0    | 4    | 3    | 18   |
| 2009   | 4位    | 4    | 2    | 0    | 2    | 9    | 12   |
| 2010   | 6位    | 3    | 0    | 0    | 3    | 3    | 6    |
| 2012   | 4位    | 4    | 2    | 0    | 2    | 23   | 10   |
| 合計   | 4/5    | 15   | 4    | 0    | 11   | 38   | 46   |